# Braco Rotar
Drago (Braco) Rotar, slovenski sociolog, pesnik in esejist, * 18. maj 1942, Sarajevo.

## Življenjepis
Drago Rotar se je rodil sredi druge svetovne vojne v Sarajevu, kjer je tedaj bil zaposlen njegov oče Jože Rotar kot trgovski zastopnik tovarne Peko. Mama Ana, rojena Brzin, je kljub znanju nekaj tujih jezikov ostala gospodinja in mati štirih otrok. Ime Braco se ga je prijelo v rani mladosti, saj pomeni "bratca". Nekaj otroških let je preživel v Tržiču, kasneje pa se je družina preselila v Maribor, kjer je tudi končal gimnazijo. Bil je sodelavec revije Perspektive in član njenega zadnjega uredništva. V Perspektivah je tudi objavljal pesmi.
Rotar je leta 1966 diplomiral iz umetnostne zgodovine in arheologije na Filozofski fakulteti v Ljubljani in 1975 doktoriral iz sociologije kulture na FSPN; leta 1976 pa se je izpopolnjeval na Visoki šoli za družbene vede v Parizu. V letih od 1971 do 1983 je bil zaposlen na FSPN, 1983–2006 na oddelku za sociologijo (kulture) na FF v Ljubljani, od 1994 kot redni profesor. V letih 1988–1990 je bil predstojnik Oddelka za sociologijo FF ter 1992–1996 nacionalni koordinator za kulturologijo pri Ministrstvu za znanost in tehnologijo RS. Bil je pobudnik, predsednik programskega, nato izdajateljskega sveta ter urednik zbirke integralnih prevodov temeljnih humanističnih del Studia Humanitatis (1985–92) in obenem (1989–95) direktor raziskovalnega centra Institutum studiorum humanitatis (ISH), nato pa 1995–2003 dekan ISH – Fakultete za podiplomski humanistični študij. Od 2004 do 2012 je bil zaposlen na Fakulteti za humanistične študije Univerze na Primorskem v Kopru, kjer sta s Tajo Kramberger de facto pripravila celoten program zgodovinske antropologije  in kjer se je javno in glasno zoperstavil kadrovski čistki leta 2010, preoblečeni v "kadrovsko racionalizacijo".
Leta 2012 je Drago Rotar skupaj s Tajo Kramberger, zgodovinarko, pesnico, prevajalko, sicer pa svojo dolgoletno intelektualno sodelavko ter ustvarjalno in življenjsko partnerico, zapustil Slovenijo. Par živi in dalje ustvarja v Franciji.

## Znanstveno-raziskovalno delo
Raziskovalno se je Drago Braco Rotar najprej posvečal sociologiji kulture, še posebej sociologiji likovne govorice. Razvil in uveljavil je raziskovanje delovanja ideologij zlasti v urbanem prostoru. Njegov poglavitni metodološki postopek - multidisciplinarno raziskovanje - razkrivajo zlasti dela: Likovna govorica (1972), Govoreče figure (1982), Ideologije v urbanizmu in arhitekturi (1985). 
Sredi osemdesetih in v devetdesetih letih 20. stoletja je začel s prijemi zgodovinske antropologije, ki jo je pionirsko uvajal v slovenski kontekst, raziskovati konstrukcijo slovenske nacije in nacionalizma, pri čemer je konceptualiziral "čistko" kot kulturno formo, ki jo je mogoče kontinuirano slediti vsaj od predmarčne dobe dalje. Iz njegovih besedil izhaja, da gre pri tem pojavu za ponotranjeno in strukturno sestavino kolektivne mentalitete. Iz teh raziskav je nastalo več člankov v različnih jezikih, pa tudi monografija Odbiranje iz preteklosti: Okviri, mreže, orientirji, časi kulturnega življenja v dolgem 19. stoletju (2007) ter Histoire de l’oubli en contextes postsocialiste etpostcolonial / Zgodovina pozabe v postsocialističnem in postkolonialističnem kontekstu (sour., 2009).
Prevedel je več kot 10.000 strani leposlovnih in znanstvenih tekstov iz francoščine (od Le Goffa, prek Tenentija, Chastela, Dumézila, Durkheima, Leroi-Gourhana, Foucaulta pa do Wacquanta in Bourdieuja idr.), večinoma za zbirko Studia humanitatis in velja za pionirja likovne semiotike ter zgodovinske antropologije (zlasti 19. in 20. stoletja) v Sloveniji. Odločilno je sodeloval tudi pri izoblikovanju slovenske psihoanalitične in strukturalistične znanstvene terminologije, ki se je kasneje uveljavila (npr. prevodi konceptov "označevalec/označenec", "potlačitev" itn. so njegovo delo).
1981 je prejel nagrado Otona Župančiča Mesta Ljubljana za knjigi o ideologijah v urbanizmu in arhitekturi in o slikarstvu, 1999 tudi odlikovanje Republike Francije za kulturno sodelovanje Officier des Arts et des Lettres.

## Literatno delo, publicistika in umetnostna kritika
V mladih letih je pisal tudi pesmi in prozo. Leta 1966 je izdal pesniško zbirko Lakota (s spremno besedo Dušana Pirjevca), leta 1968 pa zbirko novel Moloh (s spremno besedo Tarasa Kermaunerja)), za katero je dobil jugoslovansko literarno nagrado »Mladosti« (1970). Kasneje je poleg znanstvenih objav tiskal bolj eseje in publicistiko. Precej pa je v njegovem opusu tudi polemičnih tekstov. V kratkem intervalu svojega življenja je zagovarjal avangardistična prizadevanja skupine OHO. 

## Državljanske pobude
Drago Braco Rotar je bil ves čas svojega delovanja aktiven tudi na področjih družbenopolitične kritike. Najprej je, v osemdesetih letih 20. stoletja, sodeloval v Novih družbenih gibanjih, kasneje v Odboru za varstvo človekovih pravic. Tik pred osamosvojitvijo se je politično vpletel v nastanek nove Socialistične stranke, vendar jo je kmalu zapustil. V času prek razpadom Jugoslavije je objavil knjižico analitično-polemičnih esejev z naslovom "Pisma iz mojega Bantustana" (1989), v katerih zavrača popolno nenačelnost tedanjih vodilnih politikov in se zavzema za dosledni legalizem ter nasprotuje uporabi vojaških sodišč za civiliste. Med letoma 2000, ko je država nenadoma nehala projektno podpirati ISH-Fakulteto za podiplomski humanistični študij, ki jo je kot dekan vodil, in letom 2012, ko je Slovenijo zapustil, se je večkrat javno angažiral proti naraščajoči korupciji, lokalni različici neoliberalizma in proti prodirajočemu neostalinizmu pod različnimi krinkami.

## Avtorska dela
Osnovni izbor
- Lakota, Maribor, 1966
- Moloh, Maribor, 1968
- Likovna govorica, Ljubljana-Maribor, 1972
- Govoreče figure. Eseji o realizmu, Ljubljana, 1981
- Pomeni prostora. Ideologije v urbanizmu in arhitekturi I, Ljubljana, 1981
- Risarji : učenjaki. Ideologije v urbanizmu in arhitekturi II, Ljubljana, 1985
- Pigmalionova pregreha, Ljubljana, 1987 ISBN 86-7347-008-0
- Odbiranje iz preteklosti : okviri, mreže, orientirji, časi kulturnega življenja v dolgem 19. stoletju, Koper, 2007 ISBN 978-961-6033-95-4
- Zgodovina pozabe v postsocialističnem in postkolonialističnem kontekstu/ Histoire de l'oubli en contextes postsocialiste et postcolonial (dvojezični zbornik člankov kolokvija) , Koper, 2009 ISBN 978-961-6732-08-6
- Soavtorstvo s Tajo Kramberger Misliti družbo, ki (se) sama ne misli, Ljubljana, 2010 ISBN 978-961-6768-25-2
- Soavtorstvo s Tajo Kramberger Nevidne evidence. Misliti idola tribus, Ljubljana, 2011 ISBN 978-961-6768-36-8
- From formal to non-formal : education, learning and knowledge, Newcastle upon Tyne, 2014 ISBN 978-1-4438-5910-3

## Nagrade, odlikovanja
- 1970 : Nagrada Mladost Zagreb
- 1981 : Nagrada Otona Župančiča
- 1999 : Odlikovanje reda Officier des Arts et des Lettres Republike Francije